# فرودگاه توبا سیتی
فرودگاه توبا سیتی (به انگلیسی: Tuba City Airport) یک فرودگاه همگانی باربری با کد یاتا TBC است که یک باند فرود آسفالت دارد و طول باند آن ۱۸۹۹ متر است. این فرودگاه در کشور ایالات متحده آمریکا قرار دارد و در ارتفاع ۱۳۷۶ متری از سطح دریا واقع شده‌است.